# Elisa Sednaoui
Elisa Maria Sednaoui (14 de dezembro de 1987) é uma modelo, atriz, filantropa e cineasta de ascendência italiana, egípcia e francesa. Ela já apareceu em filmes como Eastern Drift, La Baie du Renard, Bus Palladium, Les Gamins e Remember Now, bem como em campanhas de moda para a Chanel Eyewear, Giorgio Armani, Missoni e Roberto Cavalli. Em 2013, criou a Fundação Elisa Sednaoui, dedicada a promover a aprendizagem criativa, iniciativas pós-escolares para jovens.

## Família e biografia
Elisa Sednaoui nasceu em Bra, Piemonte, Itália e cresceu entre três países, Egito, Itália e França. Ela passou grande parte de sua infância em Luxor e em Zamalek, Cairo. Sua mãe é de origem italiana, enquanto seu pai tem raízes sírio-egípcias e francesas. A família Sednaoui, uma família greco-católica melquita de ascendência síria, tem suas raízes na cidade de Sednaya, de onde seu sobrenome se origina. A família Sednaoui migrou para o Egito no final do século 19 e desenvolveu lojas de departamento de sucesso no Cairo. 

## Filme
O primeiro longa-metragem de Sednaoui, Eastern Drift, do cineasta Šarūnas Bartas foi lançado em Paris em dezembro de 2010. Ela interpretou o papel principal da personagem feminina "Gabriella", ao lado de Bartas. O filme foi exibido no La Berlinale 2010 – seção “The International Forum of New Cinema”. Em La Baie du Renard, o curta-metragem selecionado para encerrar a Semana da Crítica (Semaine de la Critique) no Festival de Cannes 2009, Sednaoui estrelou ao lado de Pierre Torreton.
Em 2010 ela foi vista nas telas francesas no primeiro longa-metragem de Christopher Thompson, Bus Palladium, co-estrelado por Marc André Grondin e Arthur Dupont. Sednaoui também estrelou ao lado do ator francês Pascal Greggory no curta-metragem Remember Now, de Karl Lagerfeld, a introdução da coleção 2010 da Chanel Cruise.
Sednaoui também apareceu em Love Lasts Three Years, lançado pela Europa em janeiro de 2012, e em The Legend of Kaspar Hauser, uma adaptação surrealista da história teutônica do século XIX transposta para a Sardenha.

## Trabalho de direção
Sednaoui co-dirigiu, junto a Martina Gili, o documentário Kullu Tamam (Everything is Good). O filme mostra egípcios não cobertos pela grande mídia contando as histórias de personagens que, apesar de suas diferenças de idade e crença, compartilham a descoberta repentina do que geralmente é chamado de “liberdade de expressão”. O filme retrata a zona rural de Luxor.

## Filmografia
| Ano  | Título                       | Papel            | Notas                                                          |
| ---- | ---------------------------- | ---------------- | -------------------------------------------------------------- |
| 2010 | Bus Palladium                | Laura            | Dirigido por Christopher Thompson                              |
| 2010 | Eastern Drift                | Gabriela         | Título original: Indigène d'Eurasie. Direção de Šarūnas Bartas |
| 2012 | L'amour dure trois ans       | Ana              | De Frédéric Beigbeder                                          |
| 2012 | La leggenda di Kaspar Hauser | A garota perdida | De Davide Manuli. Com Vincent Gallo.                           |
| 2013 | Les gamins                   | Irène            | Por Antonio Marciano. Com Max Boublil e Alain Chabat.          |
| 2013 | The Liberator                | Fanny du Villars | Por Alberto Avello. Com Edgar Ramirez e Danny Huston           |
| 2014 | Soap Opera                   | Francesca        |                                                                |

## Fundação Elisa Sednaoui
Em 2013, Sednaoui criou a Fundação Elisa Sednaoui, uma organização sem fins lucrativos que promove programas de aprendizagem criativa após a escola para jovens. O programa piloto da fundação, uma oficina de música para jovens em Luxor, Egito, aconteceu em abril de 2014. Durante uma semana escolar completa, os jovens locais participaram do workshop (organizado com o apoio do Makan - o Centro Egípcio de Cultura e Artes - e da NPO MIMA Music), que consistiu em atividades criativas e semelhantes a jogos que os ajudaram a escrever e gravar uma música completa.

## Moda
Além do filme, Sednaoui apareceu em campanhas para Chanel Eyewear, Giorgio Armani e em uma campanha de fragrâncias Roberto Cavalli em fevereiro de 2012, filmada por Steven Klein para impressão e Johan Renck para televisão. Em dezembro de 2015, ela colaborou com o diretor vencedor do Oscar Paolo Sorrentino em sua campanha para Missoni Fragrance. Antes de sua morte em fevereiro de 2019, Sednaoui serviu de musa para Karl Lagerfeld.
Sednaoui foi capa de revistas como Glamour Italia, Vogue US, Vogue Italiana, Vanity Fair, L'Officiel, Flair, Marie Claire, Elle, entre outras.

## Vida pessoal
Sednaoui casou-se com o galerista anglo-sefardita, Alexander Dellal, em 3 de maio de 2014. Eles têm dois filhos juntos, Jack Zeitoun que nasceu em 2013, e Samo, que nasceu em 2017.
Stéphane Sednaoui é seu primo.